# 富岡総合公園
富岡総合公園（とみおかそうごうこうえん）は、神奈川県横浜市金沢区富岡東にある横浜市立の都市公園。旧日本軍の横浜海軍航空隊の基地として開設され、それと同時に日本航空の南洋航路の基地にもなった。太平洋戦争（大東亜戦争）終戦と共に米軍に接収され富岡倉庫地区と呼ばれていたが、その後返還され、公園として整備した。総面積約21.9万m2。横浜市緑の協会が管理している。

## 歴史
- 1936年10月1日、日本で最初の飛行艇訓練基地として開設。
- 1945年9月2日、終戦により米海軍に接収され通信基地となる。その後、朝鮮戦争やベトナム戦争で富岡倉庫地区として使用されるようになる。
- 1971年2月17日、岸壁部分と資材場の一部を除き米軍から富岡倉庫地区の大半を返還される。
- 1975年3月20日、返還された富岡倉庫地区の部分を富岡総合公園として開園。

## 現在
中にはアーチェリー場、テニスコート、運動広場、見晴台、金沢区の花である牡丹園がある。アーチェリー場は90mの射程のものが20レーンあり、公営施設としては日本最初のものである。中央の道路沿いには桜並木があるので、桜の開花時期になると大勢の花見客が押し寄せることで有名である。また、道路の両脇には横浜海軍航空隊当時の石門が残されており、横浜海軍航空隊の守護神とされた横浜伊勢山皇大神宮を祀ってある浜空神社があることでも知られる。
1996年から2009年の大会終了まで、横浜国際女子駅伝の第2・第4中継所が設けられていた。

## 交通アクセス
- JR根岸線磯子駅より京浜急行バス<4系統>追浜車庫行を利用、「鳥見塚」バス停下車すぐ。
- 京急本線杉田駅より徒歩約5分の「聖天橋」バス停より上記バスを利用。
- 金沢シーサイドライン : 南部市場駅下車徒歩約5分。
- JR根岸線新杉田駅より、横浜交通開発バス<61系統>鳥浜町行・<117系統>三菱金沢工場行・横浜市営バス<294系統>なぎさ団地循環を利用、「南部市場前」バス停下車徒歩約5分。
- 京急本線京急富岡駅より徒歩約25分。
- 自家用車 : 10台程度収容可能な無料駐車場あり